# Karol Grela (chemik)
Karol Lesław Grela (ur. 23 listopada 1970 w Warszawie) – polski chemik organik, profesor nauk chemicznych, profesor w Instytucie Chemii Organicznej PAN i na Wydziale Chemii UW.

## Życiorys
Zajmuje się zagadnieniami syntezy organicznej, metatezy olefin i chemii metaloorganicznej. Tytuł zawodowy magistra inżyniera uzyskał w 1994 roku na Wydziale Chemicznym Politechniki Warszawskiej. Stopień naukowy doktora nauk chemicznych uzyskał w 1998 roku w Instytucie Chemii Organicznej PAN (promotor prof. Mieczysław Mąkosza). Następnie odbył staż podoktorski (1999–2000) w Instytucie Maxa Plancka (Max-Planck-Institut für Kohlenforschung) w Mülheim (Niemcy) pod kierunkiem prof. Aloisa Fürstnera. Stopień naukowy doktora habilitowanego uzyskał w IChO PAN w 2003, natomiast tytuł naukowy profesora zwyczajnego uzyskany w 2008 r. Od 2012 roku związany z Wydziałem Chemii Uniwersytetu Warszawskiego, gdzie jest nauczycielem akademickim. Kieruje badaniami naukowymi zespołu w Laboratorium Syntezy Metaloorganicznej w Centrum Nauk Biologiczno-Chemicznych (CeNT3) na kampusie warszawskiej Ochoty.
W październiku 2018 był autorem lub współautorem 160 publikacji naukowych oraz twórcą 20 wynalazków chronionych patentami i/lub zgłoszeniami patentowymi. Wypromował 10 doktorów nauk chemicznych, w tym dra inż. Michała Bieńka założyciela firmy Apeiron Synthesis S.A.. Laureat grantów FNP: „Start” (1998), „Mistrz” (2007), Team (2009) i Team-Tech (2016) oraz KBN, NCBiR i NCN, m.in. „Maestro” (2012).
Laureat Nagrody Fundacji na rzecz Nauki Polskiej za rok 2014. W 2016 roku otrzymał Medal Stanisława Kostaneckiego przyznawany przez Polskie Towarzystwo Chemiczne.

## Wybrane publikacje
Artykuły w czasopismach naukowych
- Karol Grela, Syuzanna Harutyunyan, Anna Michrowska, A highly efficient ruthenium catalyst for metathesis reactions, „Angewandte Chemie International Edition”, 41 (21), 2002, s. 4038–4040, DOI: 10.1002/1521-3773(20021104)41:21<4038::AID-ANIE4038>3.0.CO;2-0, PMID: 12412074 [dostęp 2022-06-12] (ang.).
- Michał Bieniek i inni, Advanced fine-tuning of grubbs/hoveyda olefin metathesis catalysts: a further step toward an optimum balance between antinomic properties, „Journal of the American Chemical Society”, 128 (42), 2006, s. 13652–13653, DOI: 10.1021/ja063186w, PMID: 17044669 [dostęp 2022-06-12] (ang.).
- Rafał Gawin i inni, A dormant ruthenium catalyst bearing a chelating carboxylate ligand: in situ activation and application in metathesis reactions, „Angewandte Chemie International Edition”, 46 (38), 2007, s. 7206–7209, DOI: 10.1002/anie.200701302, PMID: 17661308 [dostęp 2022-06-12] (ang.).
- Michał Bieniek i inni, In an attempt to provide a user's guide to the galaxy of benzylidene, alkoxybenzylidene, and indenylidene ruthenium olefin metathesis catalysts, „Chemistry (Weinheim an Der Bergstrasse, Germany)”, 14 (3), 2008, s. 806–818, DOI: 10.1002/chem.200701340, PMID: 18064624 [dostęp 2022-06-12] (ang.).
- Cezary Samojłowicz, Michał Bieniek, Karol Grela, Ruthenium-based olefin metathesis catalysts bearing N-heterocyclic carbene ligands, „Chemical Reviews”, 109 (8), 2009, s. 3708–3742, DOI: 10.1021/cr800524f, PMID: 1953449 [dostęp 2022-06-12] (ang.).
- Michał Smoleń i inni, Synthesis and catalytic activity of ruthenium indenylidene complexes bearing unsymmetrical NHC containing a heteroaromatic moiety, „RSC Advances”, 6 (80), 2016, s. 77013–77019, DOI: 10.1039/C6RA18210K [dostęp 2022-06-12] (ang.).
- Adrian Sytniczuk i inni, At Long Last: Olefin Metathesis Macrocyclization at High Concentration, „Journal of the American Chemical Society”, 140 (28), 2018, s. 8895–8901, DOI: 10.1021/jacs.8b04820, PMID: 29944361 [dostęp 2022-06-12] (ang.).
- Michał Smoleń i inni, Ruthenium Complexes Bearing Thiophene-Based Unsymmetrical N-Heterocyclic Carbene Ligands as Selective Catalysts for Olefin Metathesis in Toluene and Environmentally Friendly 2-Methyltetrahydrofuran, „Chemistry (Weinheim an Der Bergstrasse, Germany)”, 24 (57), 2018, s. 15372–15379, DOI: 10.1002/chem.201803460, PMID: 30230657 [dostęp 2022-06-12] (ang.).

Książki
- Redaktor książki „Olefin Metathesis: Theory and Practice”, Wiley, 2014, ISBN 978-1-118-20794-9[14].